# 13115 Jeangodin
13115 Jeangodin eller 1993 SU6 är en asteroid i huvudbältet som upptäcktes den 17 september 1993 av den belgiske astronomen Eric W. Elst vid La Silla-observatoriet. Den är uppkallad efter Jean Godin des Odonais.
Asteroiden har en diameter på ungefär 6 kilometer.